# 近鉄5800系電車
近鉄5800系電車（きんてつ5800けいでんしゃ）は、近畿日本鉄道（近鉄）が保有する電車である（通勤用の一般車両）。愛称はL/Cカー。
解説の便宜上、神戸三宮・大阪難波・京都（奈良・京都線系統運用車）、鳥羽（大阪・名古屋線系統運用車）側先頭車の車両番号+F（Formation=編成の略）を編成名として記述（例：モ5801・モ5811以下6両編成=5801F・5811F）する。

## 概要
混雑時は窓に平行して座席が並ぶロングシート、閑散時は回転式クロスシートに変更される「デュアルシート」を配置した車両（L/Cカー）で、1997年（平成9年）から1998年（平成10年）にかけて導入された。
大阪線、名古屋線のみならず、従来ロングシート車のみ投入してきた奈良線にも投入されており、1998年までに6両編成7本と4両編成1本の計46両が製造され、奈良線系統には6両編成5本30両、大阪線には6両編成2本12両、名古屋線には4両編成1本4両がそれぞれ投入された。
本形式の次に登場した3220系以後の新規形式は全て車体デザインが全く異なり、IGBT素子VVVFインバータ制御を搭載したシリーズ21に移行した。このため、1981年の1400系と8810系に始まり、20年近く採用され続けた近鉄一般車の基本デザインは本形式が最後となり、1984年の1420系に始まり、10数年に渡って搭載され続けたGTO素子VVVFインバータ制御も本形式が最後となった。

### 登場までの経緯
大阪線・名古屋線には長距離輸送のため、クロスシート車が運転されてきた。2600系・2680系・2610系では通勤形の2410系と同様の片側4扉車体でありながら対面式固定クロスシートを導入したが、シートピッチが狭いという理由で旅客から敬遠されるようになってきたため、2680系・2610系は車体更新の際に順次ロングシートに改造された。
1988年に登場した5200系も3扉転換クロスシート車であり、2600系列に比べると居住性は向上したが、3扉車のためラッシュ時の運転には適さず、近鉄と近畿車輛は混雑時と閑散時の輸送を両立できるように、ロングシートとクロスシートに自由に変更できるデュアルシート車（L/Cカー）を開発。1996年1月に2610系2621Fを試作車として改造し、同年2月以降大阪線や名古屋線で試験的に運用した。これが利用者から好評を博したため、本系列はその実績を反映させた量産車である。

## 車両概説

### 車体
1620系や1026系がベースになっていることから、両系列と同一のアルミ車体を採用している。ただし妻面の窓は縮小し、編成先頭以外の貫通扉の窓は拡大された。連結部の通路板は従来の2枚板式から3枚板式に変更され、Tc車正面部の通路板は大型化された。1998年度の増備車では製造時から乗降扉上部に雨樋を取り付け、連結部に転落防止幌が設置されている。
また、L/Cの字間に転換をイメージしたグラフィックロゴを製作し、カラーシールを先頭車運転席後部戸袋部と「デュアルシート」を配置した2連窓下部に、エッチング板を先頭車運転台窓下部に取り付けているが、2010年以降は車体側面のL/Cマーク撤去が行われている。

### 内装
デュアルシートを配置した扉間は2人掛け3列のクロスシート、あるいは6人掛けロングシートとなる。車端部は4人掛け固定ロングシートを基本としているが、例外としてトイレの向かい側は、クロスシートとしている。
デュアルシートは、ロングシートとクロスシートの自動変換可能な電動転換機構を脚台に装備。電動転換機構は、シートを通路側にスライドさせる機能と、180度回転させる機能をあわせ持っている。座席の切り替えは運転台の総括制御スイッチにてロング／クロスシートの切り替えを行う。ロング時はシートは固定され、クロス時は足下の足踏みペダルで手動で180度回転可能としているが、このスライド機構は18400系で初採用された、現在の近鉄特急車標準の偏心式回転リクライニングシートと同様の構造である。
クロス状態では足踏みペダルにてシートを180度回転し、座席を向かい合わせにしたり、進行方向やその逆方向に向かせることも可能である。足踏みペダルの仕様は製造時期によって差があり、初期車の足踏みペダルは小型であったが、増備車の5803F・5812F以降は大型のペダルに変更された。シートのモケットは横柄のラベンダーブルーを採用し、形状はクロス時を基本としている。背もたれを曲面形状の頭部まである高いものとし、その上にヘッドレストを取り付けている。肘掛けはアルミ製のものを採用している。寸法は、全高1120mm、全幅960mm（1人当たりの占有幅480mm）で、クロス時のシートピッチは975mmと特急車並みとしている。
固定ロングシート部の1人当たりの占有幅は490mmとデュアルシート部よりもやや余裕があり、モケットの色をデュアルシートに合わせている。なお、固定ロングシート部にもヘッドレストを備えるが肘掛けは省略された。明るいグレーを基調とした化粧板と床敷物を採用し、シートの色に合わせることにより、落ち着いた雰囲気を醸し出している。床敷物は耐摩耗性の向上したものを採用し、省メンテナンス化を図り、出入口付近はノンスリップ加工を採用している。側扉の横には幅610mmの仕切を設けており、立ち客用の握り棒と背もたれ用のクッションを備えている。つり手は形状を五角形に変更し、高さはロング時を基準にして設置しているが、扉間は通常の高さのものとやや高いものの2種類が交互に並べている。カーテンはフリーストップタイプを採用し、上げ下ろし時にヘッドレストが邪魔にならないようにしている。
大阪線・名古屋線用編成の5812F・5813Fに組み込まれたサ5712・サ5713では、長距離運用を考慮してトイレが設けられ、形式もサ5710形に区分された。トイレ前の一区画は着席者の視線がトイレ入り口に向くのを防ぐために2人掛け2列のクロスシートとなっているが、車端部の座席はクロス状態で固定されて乗降扉側の座席のみ転換可能で、この区画の座席はロングシートに変換できない。なお、先行して落成した大阪線用の5811Fに組み込まれていたサ5700形サ5711にはトイレが省略されていたが、奈良線・京都線用5803Fの製造時に本来のサ5700形ではなくトイレ付きのサ5710形をサ5711（新）として組み込んだ状態で落成し、旧サ5711をサ5703に改番の上で、これら2編成間で車両交換を実施した。

## 機器類
走行機器は概ね大阪線所属の1620系、名古屋線所属の5211系と同一の構造、部品を使用した三菱電機製のGTO素子による1C4M制御のVVVFインバータ制御装置搭載で、主電動機は三菱電機製MB-5035B（出力165kW）を装備し、歯車比は5.73である。
台車は1620系や5211系、1026系と同様の片押し踏面ブレーキ式近畿車輛KD-306型で、Tc・T車はディスクブレーキ (当初から1軸1ディスク) を併設する。1436系や1254系で搭載された滑走検知装置は搭載されていない。車輪径は動輪・付属輪共に860mm、ホイールベース間隔は2,200mmである。
M車に主制御器・集電装置を、T車に東芝製補助電源装置・電動空気圧縮機を搭載。また、増解結作業を簡素化するための自動連結解放装置を搭載し、他系列との併結を考慮してブレーキ装置は従来と同様の抑速ブレーキ・回生ブレーキ併用電磁直通ブレーキ（HSC-R）が採用されている。SIV（静止形インバータ）は東芝製INV094と三菱電機製NC-FATが混在しており、CPもHS-10とC-1000LAが混在している。
さらにモ5400形とサ5500形には車庫の検査ピットが4両編成対応であったことから編成を4両と2両に分割するための簡易運転台と前照灯を設けてある。分割の際は電気指令式ブレーキとなるためHSC-Rに読み替えるブレーキ読替装置を床下に設置したが、奈良線用編成については検査ピットの6両編成対応化工事の完成で車庫内での編成分割が不要となったため、5803F以降は簡易運転台を設置せず準備工事のみに留められている。両端先頭車の運転台は5200系や1620系などの在来車と同一仕様であるが、本系列以降に登場したシリーズ21車両では横軸ハンドルの運転台に移行したため、1972年から続いた近鉄標準型の運転台を搭載する最後の車両形式になった。
車両性能面では5211系や1620系、1026系と同様で、営業最高速度は105km/h（奈良線系統）および110km/h（大阪線・名古屋線）を確保した。

## 改造
バリアフリー化改造
2002年から2014年にかけて全編成にバリアフリー化改造が行われ、ク5300形・ク5310の連結部注意喚起スピーカー取付、乗降口のドアチャイム設置、乗降扉上部のLED式車内案内表示器千鳥配置、車体連結部の転落防止幌設置が行われたが、5811F・5812Fは5200系などに設置された段違いタイプとなっている。
阪神電車直通対応改造

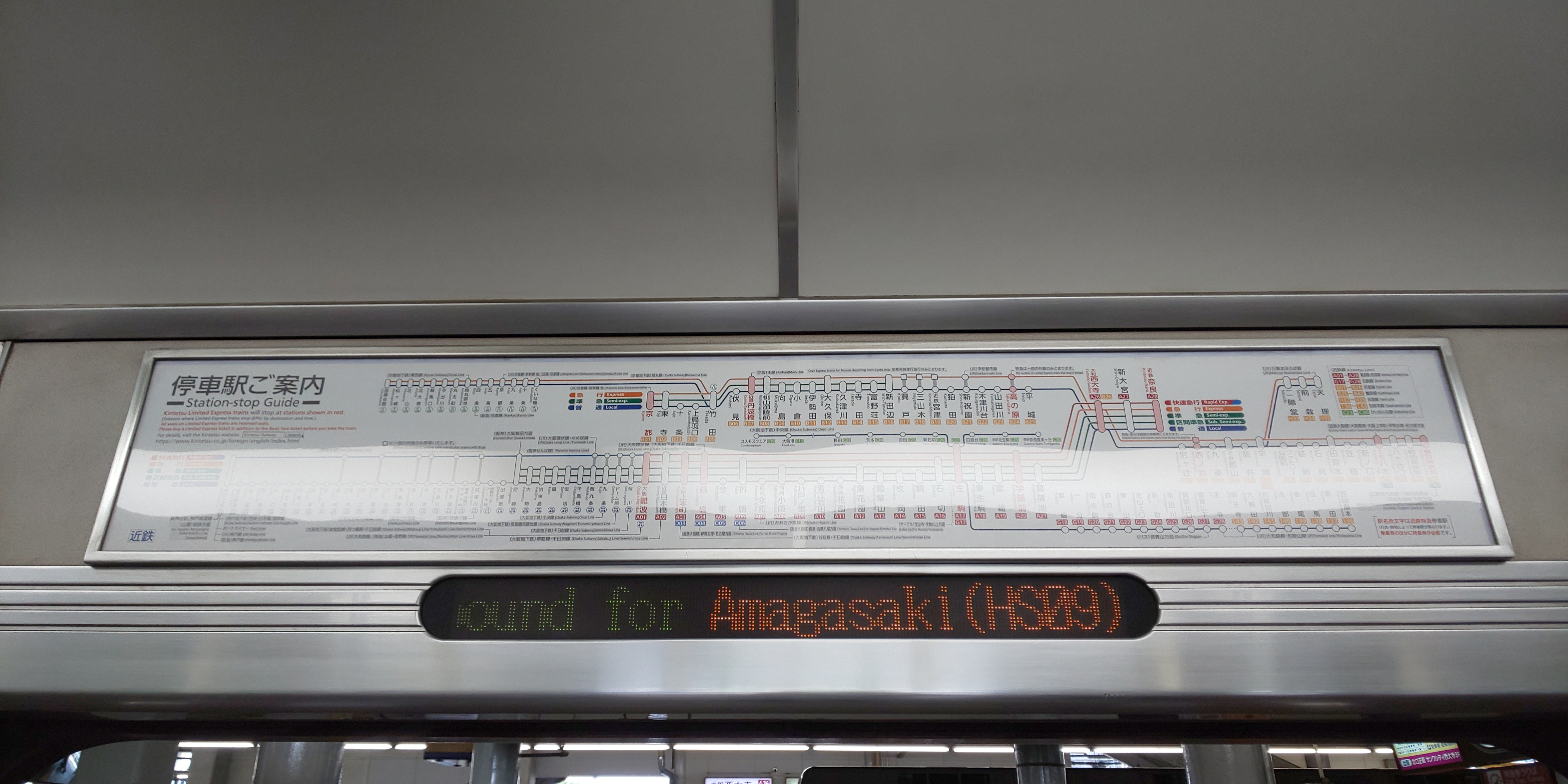
近鉄5800系電車の車内案内表示器。

2007年から2008年にかけて奈良線所属の5編成に阪神電気鉄道乗り入れ対応改造が行われた。改造内容は運転室に阪神用ATSと列車種別選定装置（東芝製で、東芝の旧ロゴである傘マークが付いている）、救援用のブレーキ読み替え装置など阪神電車での走行に必要な機器や行先表示幕の交換を施工し、前述のブレーキ読み替え装置の搭載に伴い、連結器は他のシリーズ21と同じ2段式電気連結器に交換されたため、排障器の形状が変更されている。乗り入れ対応編成は蝶々に類似したマークを前面運転台下窓と側面乗務員室扉横に貼り付けられている。
内装更新
2014年に全編成に座席のヘッドレストおよびモケット交換が行われた。ただし、座席の転換装置交換は省略されている。

## 運用線区と配置
座席運用については、クロスシート運用とロングシート運用が混在しており、路線によって異なる。
2021年現在、大阪線は閑散時の青山峠越えを伴う運用のみがクロスシート運用で他は混雑時・閑散時を問わずロングシート運用、奈良線は種別を問わず原則混雑時がロングシート運用で閑散時がクロスシート運用、名古屋線は平日朝ラッシュ時のみロングシート運用で他はクロスシート運用、京都線・橿原線・天理線では貸切列車を除く全列車がロングシートで運用される。

### 大阪線系統用
- 近鉄大阪線・近鉄山田線・近鉄鳥羽線

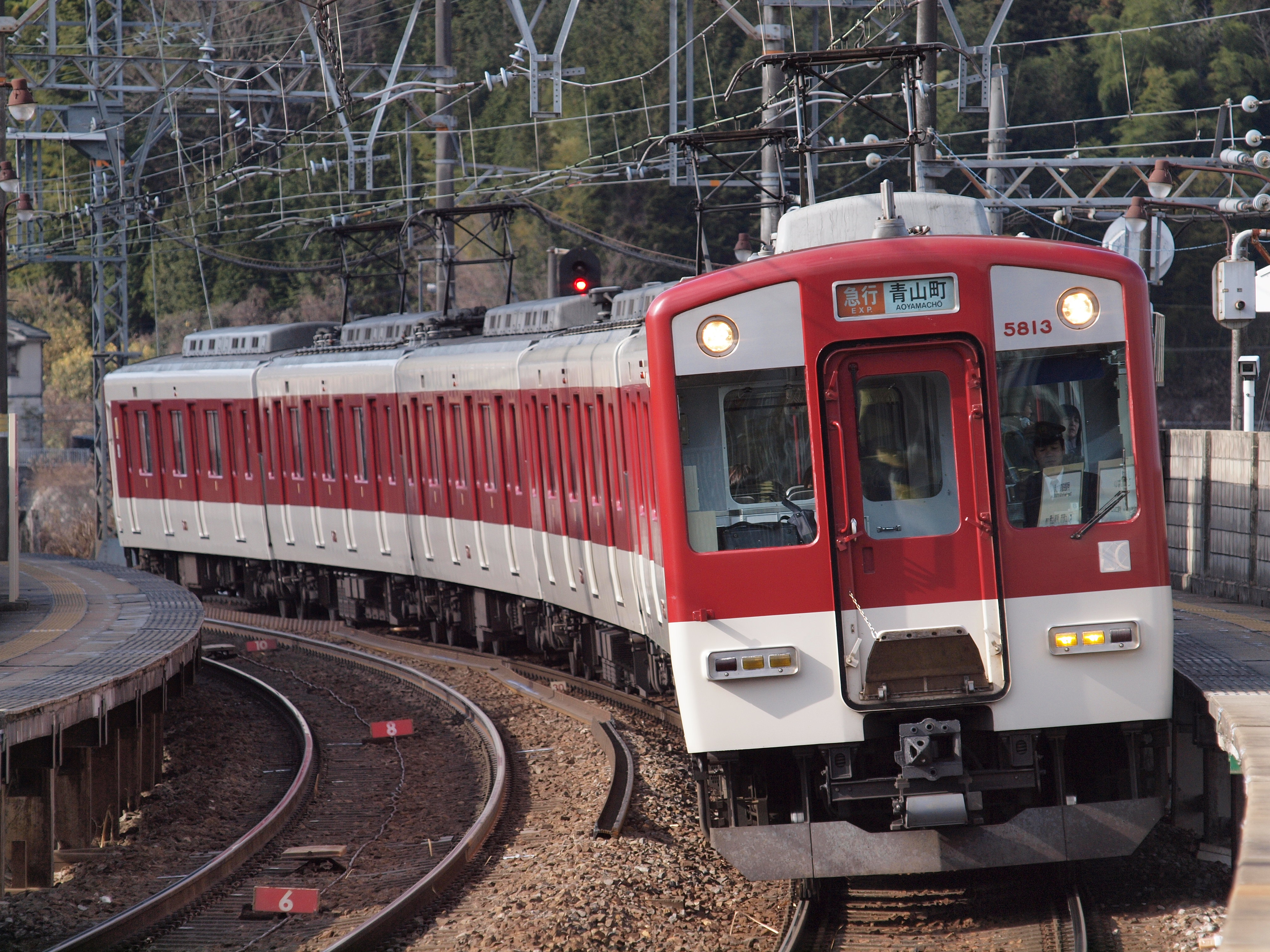
大阪線用5813F

2019年4月1日現在、高安検車区に6両編成2本（5811F・5813F）が配置されている。電算記号はDF。
5820系と共通運用で、運転距離や種別を問わず、6両編成での運転のほか他形式併結の8両編成で運用されている。

### 奈良線系統用

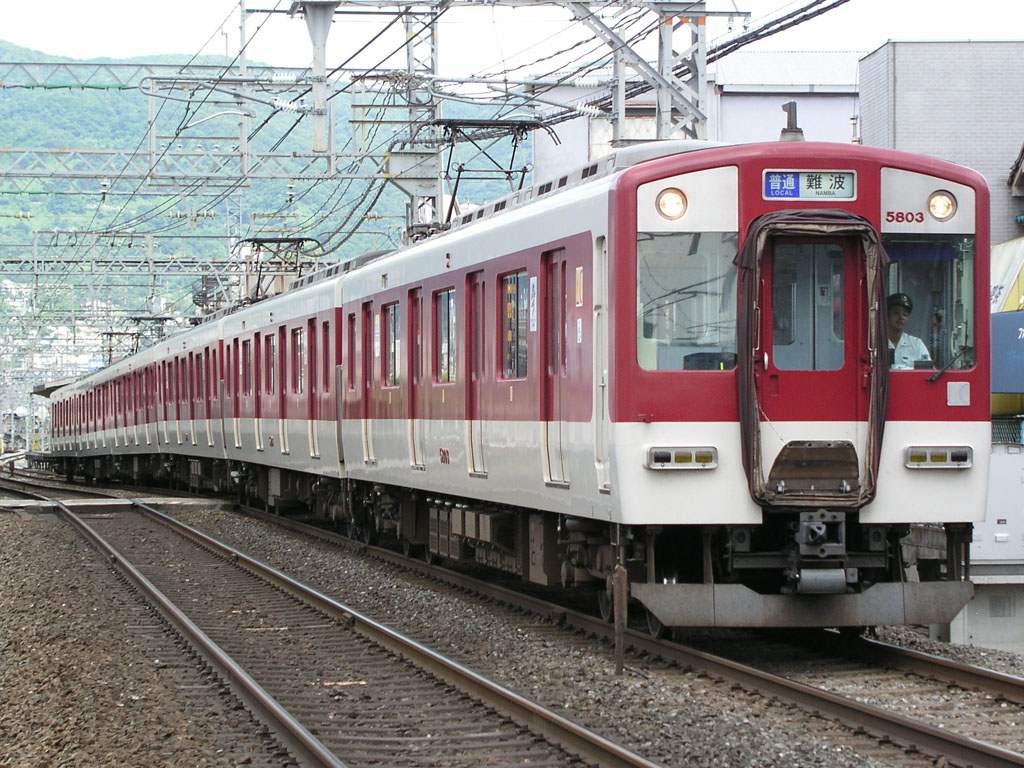
奈良線用5803F

- 近鉄難波線・近鉄大阪線（大阪上本町駅 - 布施駅）・近鉄奈良線・近鉄京都線・近鉄橿原線・近鉄天理線
- 阪神本線（神戸三宮駅 - 尼崎駅）・阪神なんば線

2019年4月1日現在、西大寺検車区に6両編成5本（5801F - 5805F）が配置されている。電算記号はDH。
5820系および9820系、1026系1026F - 1029Fと共通運用で、奈良線、阪神電車直通列車、京都線、橿原線、天理線で運用されている。
2013年11月2日には、五位堂検修車庫と高安検修センターでの「きんてつ鉄道まつり2013」開催に伴い、5802Fがモト78形＋モト77形の中間に挟まれる形で併結した8両編成で団体臨時列車「マンモス号」に充当され、それぞれの会場最寄り駅である五位堂駅 - 高安駅間で4往復運転された。

### 名古屋線系統用
- 近鉄名古屋線・近鉄山田線・近鉄鳥羽線

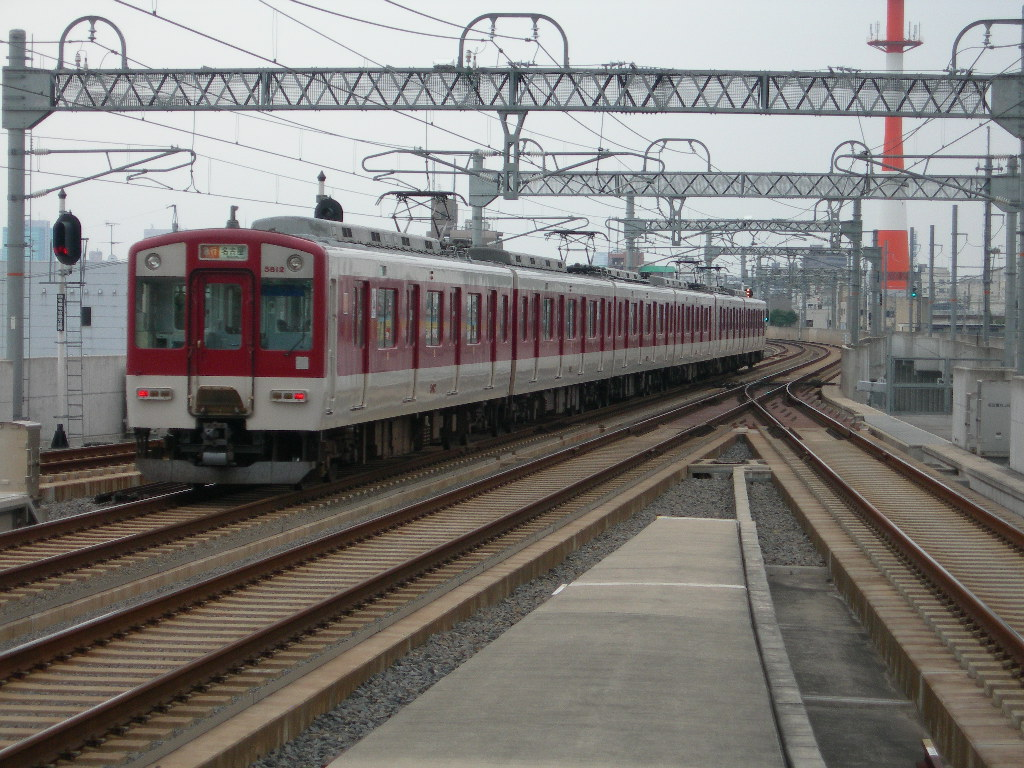
名古屋線用5812F

2019年4月1日現在、富吉検車区に4両編成1本（5812F）が配置されている。電算記号はDG。
2610系2617Fおよび2610系・2800系改造L/Cカー、1400系1407Fおよび1200系1211F・1212Fと共通運用で、他形式の2両編成車と併結した6両編成で名古屋線近鉄名古屋駅 - 鳥羽線鳥羽駅間の急行を中心に運用されている。
2024年5月17日現在、本編成以降当線への新製導入は行われていなかったが、2026年1月に奈良線系統の8A系をベースとした1A系が新製導入される予定である。なお、名古屋線系統の全ての一般車両の塗装を近鉄標準カラーの赤色から伊勢志摩カラーの青色に変更される予定であり、本形式も対象となっている。

## 編成
|                     | ← 神戸三宮・大阪難波・京都近鉄奈良・天理・橿原神宮前 → |            |            |             |            |             |
| 西大寺検車区 所属車 | Mc モ5800形                                            | T サ5700形 | M モ5600形 | T サ5500形  | M モ5400形 | Tc ク5300形 |
|                     | ← 大阪上本町・近鉄名古屋宇治山田・鳥羽 →               |            |            |             |            |             |
| 高安検車区 所属車   | Tc ク5300形                                            | M モ5400形 | T サ5500形 | M モ5600形  | T サ5710形 | Mc モ5800形 |
|                     | ← 近鉄名古屋・大阪上本町宇治山田・鳥羽 →               |            |            |             |            |             |
| 富吉検車区 所属車   | Tc ク5300形                                            | M モ5600形 | T サ5710形 | Mc モ5800形 |            |             |

## アートライナー
- 5801F：ドラえもん（運行終了）→帝塚山大学（2004年 - 2010年5月運行終了）[21] →志摩スペイン村（2022年8月31日運行開始[22] -）
- 5802F：トヨタ自動車「ポルテ」（運行終了）→シミズメガネ（運行終了）→ デボ1形復刻塗装（2014年4月29日[23] -2025年2月4日 ）
  - 各種撮影会にも起用されており、2014年11月15日には5200系5205F「近鉄エリアキャンペーン記念列車」と並んだラインナップ撮影会が青山町車庫で行われた関係で本系列の5802Fが大阪線を走行している[24]。
- 5803F：海遊館30周年記念列車　(2020年4月 - 2022年3月27日)　[25]
- 5804F：田辺製薬（現在の田辺三菱製薬）「アスパラドリンク」（運行終了）→ 「solaha」（2014年4月 - 2015年3月運行終了）→「KIPSカード」
- 5811F：「第27回全国都市緑化ならフェアPR列車」（2010年9月[26] - 同年11月16日）
- 5812F：「首都機能移転PR列車」（2001年9月 - 2003年8月）
- 5813F：上本町YUFURA（2010年4月 - 2014年5月）